# Walter Antonio Jiménez
Walter Antonio Jiménez De Simoni (* 25. Mai 1939 in El Charco, Santiago del Estero; † 19. Januar 2023) war ein argentinischer Fußballspieler, der in Argentinien und Chile aktiv war.

## Karriere

### Vereinskarriere
Walter Antonio Jiménez begann in der Jugend des CA Mitre aus der Provinz Santiago del Estero und debütierte im Alter von 15 Jahren in der Primera División. Mit 17 Jahren unterschrieb der Mittelstürmer seinen ersten Profivertrag beim Erstligaklub CA Independiente, mit dem er 1960 argentinischer Meister wurde. 1963 wechselte Mandrake, wie er auch genannt wurde, nach Chile zum Hauptstadtklub CSD Colo-Colo. Jiménez war der erste Nicht-Chilene im Team seit 1944. In seiner ersten Saison beim neuen Klub wurde er direkt chilenischer Meister. 1967 wechselte er zum Ligakonkurrenten Audax Italiano, wohin er nach zwischenzeitlichen Stationen bei CD Palestino und Deportes Concepción wieder zurückkehrte und 1971 seine aktive Karriere beendete.

### Nationalmannschaft
Walter Antonio Jiménez war von 1959 bis 1961 Teil des argentinischen Nationalteams. Er wurde mit dem Team panamerikanischer Meister 1960 und spielte in der Qualifikation zur Weltmeisterschaft 1962, wurde allerdings für die Weltmeisterschaft nicht nominiert. In insgesamt 9 Spielen erzielte Jiménez ein Tor für Argentinien.

## Erfolge
CA Independiente
- Argentinischer Meister: 1960

CSD Colo-Colo
- Chilenischer Meister: 1963

Argentinien
- Panamerika-Meister: 1960